# SXGA+
高級增強擴展圖形陣列（Super eXtended Grapics Array+或SXGA+）是一种解像度為1400×1050、長寬比为4:3的顯示器規格。这种解像度比較適合于17吋、4:3比例的筆記型電腦顯示器。